# Erzbistum Milwaukee
Das Erzbistum Milwaukee (lateinisch Archidioecesis Milvauchiensis, englisch Archdiocese of Milwaukee) ist eine Diözese der römisch-katholischen Kirche in den Vereinigten Staaten mit Sitz in Milwaukee, Wisconsin.

## Gebiet des Erzbistums
Das Gebiet des Erzbistums umfasst die Stadt Milwaukee und Milwaukee County sowie die Gebiete von Dodge County, Fond du Lac County, Kenosha County, Ozaukee County, Racine County, Sheboygan County, Walworth County, Washington County und Waukesha County im Bundesstaat Wisconsin.

## Geschichte
Das Bistum wurde am 28. November 1843 von Papst Gregor XVI. errichtet. Am 12. Februar 1875 wurde das Bistum von Papst Pius IX. zum Erzbistum erhoben. Die Kathedrale St. Johannes der Evangelist ist die Bischofskirche des Erzbistums.
Am Ende des 19. Jahrhunderts zählte das Erzbistum 250.000 Katholiken, in der Stadt Milwaukee gab es 27 katholische Gemeinden, elf deutsche, sieben englische, sieben polnische und zwei böhmische Gemeinden.
Anfang Januar 2011 wurde bekannt gegeben, dass die Erzdiözese Milwaukee auf Grund vorausgegangener Entschädigungszahlungen an Missbrauchsopfer insolvent sei.

## Bedeutende Kirchengebäude
Neben der Kathedrale befindet sich in Milwaukee die Basilica of St. Josaphat. Die Basilika Maria Hilfe der Christen auf dem Holy Hill ist eine vielbesuchte Wallfahrtsstätte in Erin, Wisconsin.

## Ordinarien

### Bischof von Milwaukee
- John Martin Henni (1844–1875)

### Erzbischöfe von Milwaukee
- John Martin Henni (1875–1881)
- Michael Heiß (1881–1890)
- Frederick Xavier Katzer (1890–1903)
- Sebastian Gebhard Messmer (1903–1930)
- Samuel Alphonse Stritch (1930–1940)
- Moses Elias Kiley (1940–1953)
- Albert Meyer (1953–1958)
- William Edward Cousins (1959–1977)
- Rembert Weakland OSB (1977–2002)
- Timothy Dolan (2002–2009)
- Jerome Listecki (2009–2024)
- Jeffrey Grob (seit 2024)

## Katholische Höhere Schulen
- Catholic Central High School, Burlington
- Catholic Memorial High School, Waukesha
- Divine Savior Holy Angels High School, Milwaukee
- Dominican High School, Whitefish Bay
- Marquette University High School, Milwaukee
- Messmer High School, Milwaukee
- Pius XI High School, Milwaukee
- St. Catherine’s High School, Racine
- St. Joan Antida High School, Milwaukee
- St. Joseph High School, Kenosha
- St. Lawrence Seminary High School, Mt. Calvary
- St. Mary Springs High School, Fond du Lac
- Thomas More High School, Milwaukee